# Космос-2291
Космос-2291 је један од преко 2400 совјетских вјештачких сателита лансираних у оквиру програма Космос.
Космос-2291 је лансиран са космодрома Тјуратам, Бајконур, Казахстан, 21. септембра 1994. Ракета-носач Протон-К је поставила сателит у орбиту око планете Земље. 